# Rumburk
Rumburk ([ˈrumburk], tyska: Rumburg) är en stad i distriktet Děčín i regionen Ústí nad Labem i norra Tjeckien, belägen vid floden Mandau nära gränsen mot Tyskland. Staden har 11 179 invånare (2016) och är mest känd för sin välbevarade historiska innerstad.